# Загайново (село, Троїцький район)
Зага́йново (рос. Загайново) — село у складі Троїцького району Алтайського краю, Росія. Входить до складу Біловської сільської ради.

## Населення
Населення — 405 осіб (2010; 616 у 2002).
Національний склад (станом на 2002 рік):
- росіяни — 97 %